# Galium subfalcatum
Galium subfalcatum är en måreväxtart som beskrevs av Nazim. och Friedrich Ehrendorfer. Galium subfalcatum ingår i släktet måror, och familjen måreväxter.
Artens utbredningsområde är Pakistan. Inga underarter finns listade i Catalogue of Life.